# Worcester (CDP, New York)
Pour les articles homonymes, voir Worcester (homonymie).
Worcester est une census-designated place du comté d'Otsego, dans l'État de New York, aux États-Unis,. En 2020, elle compte une population de 986 habitants.